# MVV in het seizoen 1966/67
Het seizoen 1966/1967 was het 13e jaar in het bestaan van de Maastrichtse betaaldvoetbalclub MVV. De club kwam uit in de Eredivisie en eindigde daarin op de 11e plaats. Tevens deed de club mee aan het toernooi om de KNVB Beker, hierin werd in de tweede ronde verloren van D.F.C. (0–2).

## Wedstrijdstatistieken

### Eredivisie
|       | ADO   | Ajax  | DOS   | DWS   | Elinkwijk | Feijenoord | Fortuna '54 | Go Ahead | GVAV  | NAC   | PSV   | Sittardia | Sparta | Telstar | FC Twente '65 | Willem II | Xerxes |
| ----- | ----- | ----- | ----- | ----- | --------- | ---------- | ----------- | -------- | ----- | ----- | ----- | --------- | ------ | ------- | ------------- | --------- | ------ |
| Thuis | 2 – 2 | 2 – 4 | 3 – 0 | 0 – 0 | 1 – 1     | 1 – 0      | 1 – 1       | 0 – 2    | 2 – 0 | 4 – 1 | 2 – 3 | 3 – 0     | 0 – 1  | 3 – 1   | 1 – 2         | 2 – 2     | 1 – 1  |
| Uit   | 0 – 0 | 8 – 3 | 0 – 2 | 4 – 0 | 0 – 0     | 5 – 0      | 1 – 1       | 3 – 0    | 5 – 0 | 2 – 0 | 2 – 2 | 1 – 2     | 2 – 1  | 1 – 1   | 1 – 2         | 1 – 1     | 2 – 0  |

### KNVB Beker
| 1e ronde                                    | Alkmaar '54 | 0 – 2 (0 – 0) | MVV                               |
| 2 april 1967 Plaats: Alkmaar Alkmaarderhout |             |               | 56' Gerard Hoenen 80' Zef Geurten |
| 2e ronde                                    | MVV         | 0 – 2 (0 – 0) | D.F.C.                            |
| 7 mei 1967 Plaats: Maastricht De Geusselt   |             |               | 47', 60' Piet Vrauwdeunt          |

## Statistieken MVV 1966/1967

### Eindstand MVV in de Nederlandse Eredivisie 1966 / 1967
| Stand | Gespeeld | Gewonnen | Gelijk | Verloren | Punten | Doelpunten voor | Doelpunten tegen |
| ----- | -------- | -------- | ------ | -------- | ------ | --------------- | ---------------- |
| 11e   | 34       | 9        | 12     | 13       | 30     | 43              | 59               |

### Topscorers
| #      | Naam              | Goal |
| ------ | ----------------- | ---- |
| 1.     | Willy Brokamp     | 13   |
| 2.     | Zef Geurten       | 8    |
| 2.     | Gerard Hoenen     | 8    |
| 4.     | Willi Bergstein   | 3    |
| 5.     | Jo Bonfrère       | 2    |
| 5.     | Bennie Slaats     | 2    |
| 5.     | Michel Thal       | 2    |
| 5.     | Bert Willems      | 2    |
| 9.     | John Fredrix      | 1    |
| 9.     | Toine Gorissen    | 1    |
| 9.     | Willy Quaedackers | 1    |
| Totaal | Totaal            | 43   |

| #      | Naam          | Goal |
| ------ | ------------- | ---- |
| 1.     | Zef Geurten   | 1    |
| 1.     | Gerard Hoenen | 1    |
| Totaal | Totaal        | 2    |

## Voetnoten
ADO ·
Ajax ·
DOS ·
DWS ·
Elinkwijk ·
Feijenoord ·
Fortuna '54 ·
Go Ahead ·
GVAV ·
MVV ·
NAC ·
PSV ·
Sittardia ·
Sparta ·
Telstar ·
FC Twente '65 ·
Willem II ·
Xerxes